# Chrysocharis equiseti
Chrysocharis equiseti är en stekelart som beskrevs av Christer Hansson 1985. Chrysocharis equiseti ingår i släktet Chrysocharis och familjen finglanssteklar.
Artens utbredningsområde är:
- Tjeckien.
- Danmark.
- Finland.
- Tyskland.
- Sverige.

Arten är reproducerande i Sverige. Inga underarter finns listade i Catalogue of Life.